# الوود مگنولیا (نیوجرسی)
الوود مگنولیا (به انگلیسی: Elwood) یک منطقهٔ مسکونی در ایالات متحده آمریکا است که در نیوجرسی واقع شده‌است. الوود مگنولیا ۸٫۳۰۴ کیلومتر مربع مساحت و ۱٬۴۳۷ نفر جمعیت دارد و ۲۷ متر بالاتر از سطح دریا واقع شده‌است.